# Протти, Анита
Анита Протти (итал. Anita Protti; род. 4 августа 1964, Лозанна) — швейцарская легкоатлетка, специалистка по барьерному бегу и спринту. Выступала за сборную Швейцарии по лёгкой атлетике в конце 1980-х — первой половине 1990-х годов, обладательница бронзовой медали чемпионата мира в помещении, серебряная призёрка чемпионата Европы, многократная победительница и призёрка первенств национального значения, участница летних Олимпийских игр в Сеуле.

## Биография
Анита Протти родилась 4 августа 1964 года в Лозанне, Швейцария. Занималась лёгкой атлетикой в местном клубе.
Впервые заявила о себе на международном уровне в сезоне 1988 года, когда вошла в состав швейцарской национальной сборной и благодаря череде удачных выступлений удостоилась права защищать честь страны на летних Олимпийских играх в Сеуле. В программе барьерного бега на 400 метров благополучно преодолела предварительный квалификационный этап, но в полуфинальном забеге с результатом 54,56 финишировала лишь четвёртой и в финал не вышла.
После сеульской Олимпиады Протти осталась действующей спортсменкой и продолжила принимать участие в крупнейших международных стартах. Так, в 1989 году она побывала на чемпионате Европы в помещении в Гааге, откуда привезла награду бронзового достоинства, выигранную в беге на 400 метров — уступила здесь только британке Салли Ганнелл и советской бегунье Марине Шмониной.
В 1990 году на чемпионате Европы в Сплите завоевала серебряную медаль в беге на 400 метров с барьерами, пропустив вперёд Татьяну Ледовскую из СССР, тогда как в эстафете 4 × 400 метров стала шестой. По итогам сезона была признана лучшей спортсменкой Швейцарии.
В 1991 году добавила в послужной список бронзовую награду, полученную на дистанции 400 метров на чемпионате мира в Севилье — здесь её обошли американка Дайан Диксон и представительница Испании Сандра Майерс. При этом Протти установила здесь свой личный рекорд в 400-метровой дисциплине — 51,41. На чемпионате мира в Токио в беге на 400 метров с барьерами финишировала шестой, так же установив личный рекорд — 54,25.
Вынуждена была пропустить сезоны 1992 и 1993 годов из-за травмы ахиллова сухожилия, но в 1994 году вернулась в состав швейцарской национальной сборной и выступила ещё на нескольких крупных турнирах. В барьерном беге на 400 метров стала четвёртой на Играх франкофонов во Франции, дошла до полуфинала чемпионата Европы в Хельсинки, где помимо этого была шестой в эстафете 4 × 400 метров.
Завершила спортивную карьеру по окончании сезона 1995 года.